# Culicoides meridionalis
Culicoides meridionalis är en tvåvingeart som beskrevs av Xue, Liu och Yu 2003. Culicoides meridionalis ingår i släktet Culicoides och familjen svidknott. Inga underarter finns listade i Catalogue of Life.